# Municipio de Jackson (condado de Newton, Arkansas)
El municipio de Jackson (en inglés: Jackson Township) es un municipio ubicado en el condado de Newton en el estado estadounidense de Arkansas. En el año 2010 tenía una población de 1620 habitantes y una densidad poblacional de 10,44 personas por km².

## Geografía
El municipio de Jackson se encuentra ubicado en las coordenadas 36°0′10″N 93°10′50″O / 36.00278, -93.18056. Según la Oficina del Censo de los Estados Unidos, el municipio tiene una superficie total de 155.23 km², de la cual 154,29 km² corresponden a tierra firme y (0,6 %) 0,93 km² es agua.

## Demografía
Según el censo de 2010, había 1620 personas residiendo en el municipio de Jackson. La densidad de población era de 10,44 hab./km². De los 1620 habitantes, el municipio de Jackson estaba compuesto por el 97,28 % blancos, el 1,05 % eran amerindios, el 0,25 % eran asiáticos y el 1,42 % eran de una mezcla de razas. Del total de la población el 1,79 % eran hispanos o latinos de cualquier raza.